# Каньон (округ)
Ка́ньон (англ. Canyon) — округ в штате Айдахо. Окружным центром является город Колдуэлл.

## История
Округ Каньон был образован 7 марта 1891 года. Есть несколько версий относительно происхождения названия округа: согласно одной, своё имя Каньон (англ. Canyon — каньон) получил по ущелью реки Бойсе около Колдуэлла, по другой же версии округ назван по ущелью реки Снейк, образующему естественную границу с округом Овайи.

## Население
По состоянию на июль 2008 года население округа составляло 183 939 человек. По этому показателю округ занимает второе место по штату. С 2003 года население увеличилось на 21,01 %. Ниже приводится динамика численности населения округа.

## География

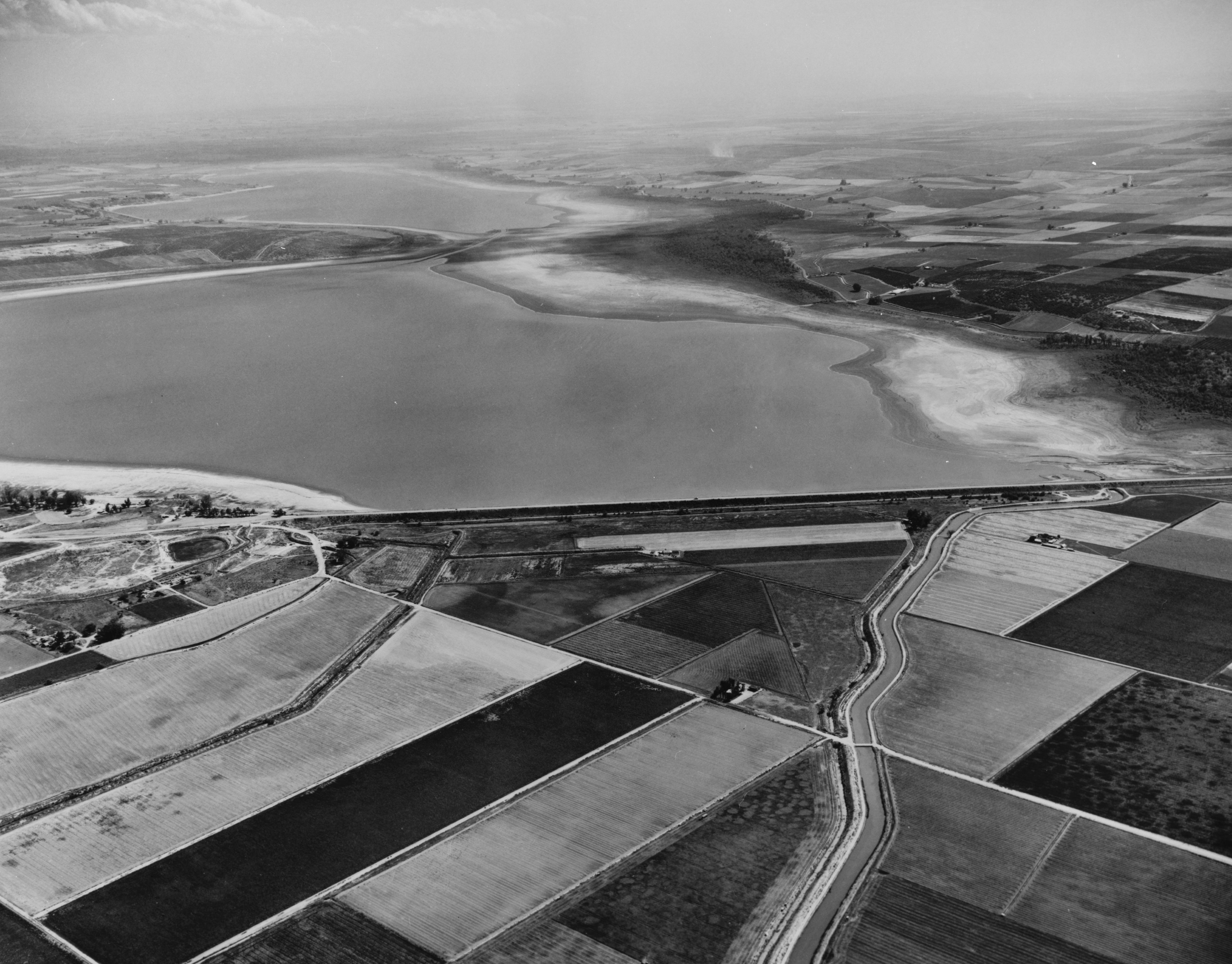
Дамба на реке Бойсе

Округ Каньон располагается в юго-западной части штата Айдахо. Площадь округа составляет 1 563 км², из которых 36 км² (2,28 %) занято водой.
|                    |        | Пейетт | Джем |  |
| Малур (шт. Орегон) | север  | Эйда   |      |  |
| Малур (шт. Орегон) | Каньон | Эйда   |      |  |
| Малур (шт. Орегон) | юг     | Эйда   |      |  |
|                    | Овайхи |        |      |  |

### Дороги
- — I-84
- — US 20
- — US 26
- — US 30

### Достопримечательности и охраняемые природные зоны
- Каниксу (частично)
- Снейк-Ривер (частично)